# Brug bij Stokrooie
De brug bij Stokrooie was tot september 2019 een betonnen liggerbrug over het Albertkanaal nabij Stokrooie in de Belgische gemeente Hasselt. De brug maakt deel uit van de gewestweg N729. Voorheen kon men het kanaal oversteken via een boogbrug die in 1937 aangelegd was maar deze werd vernietigd gedurende de Tweede Wereldoorlog. Hierna werd er een noodbrug aangelegd die nadien vervangen is door een betonnen liggerbrug.
In oktober 2017 startten werkzaamheden aan een nieuwe brug stalen boogbrug over het Albertkanaal. Deze stond sinds maart 2019 parallel aan de betonnen liggerbrug. In september 2019 werd de oude liggerbrug afgebroken en werd de nieuwe brug in gebruik genomen. Hierna werd de onderdoorgang van het kanaal verbreed van 50 meter naar 86 meter.